# Ploszkina Vladimir
Ploszkina Vladimir (ukránul: Володимир Іванович Плоскіна, Volodimir Ivánovics Ploszkiná, oroszul: Владимир Иванович Плоскина, Vladimir Ivánovics Ploszkiná) Beregszentmiklós, Kárpátalja, Szovjetunió (jelenleg Ukrajnához tartozik), 1954. május 25. – München, Németország, 2010. május 10.) kárpátaljai származású szovjet és ukrán labdarúgóhátvéd, -középpályás és -csatár, később labdarúgóedző. Az Csernomorec Odessza gólkirálya (1978) és legendás csapatkapitánya (1984-1988). Kárpátalja szimbolikus labdarúgó válogatott-csapatának örökös tagja. A szovjet bajnokság első osztályában összesen 371 mérkőzésen szerepelt, s ez a harmadik legjobb teljesítmény az ukrán klubok labdarúgói részéről. Szovjet sportmester (1976), a szovjet bajnokság bronzérmese (1973), az utánpótlás-csapatok közötti labdarúgó-bajnokság és az első liga bajnoka (1972, 1987), a szovjet kupa háromszoros negyeddöntőse (1981, 1984, 1986). Az 1975/1976-os és az 1985/1986-os szezonban részt vett a Kupagyőztesek Európa-kupája első-körös mérkőzésein, és attól kezdve őt négyszer is felvették a ’’33 legjobb ukrán labdarúgó listájára’’ (1983-1985, 1988). Az aktív labdarúgás befejezése után, több mint két évtizeden keresztül különböző labdarúgóedzői és csapatvezetői feladatokat vállalt a felső-ligás Csernomorec Odessza és FK Sahtar Doneck kluboknál.

## Sikerei, díjai
Szovjetunió
- Szovjet utánpótlás-csapatok közötti labdarúgó-bajnokság
  - bajnok: 1972
  - 4. hely: 1973
- Szovjet labdarúgó-bajnokság (első osztály)
  - bronzérmes: 1974
  - 4. hely
  - 7. hely (3): 1977, 1978, 1980
- Szovjet labdarúgó-bajnokság (első liga)
  - bajnok: 1987
- Szovjet kupa
  - negyeddöntős (3): 1981, 1984, 1986
  - nyolcaddöntős (3): 1976, 1978, 1985
- ’’Szovjet sportmesteri cím’’: 1976

## Ajánlott irodalom
- Fedák László. Kárpátalja a sporteredmények tükrében (43., 53., 58. és 137. oldal). Ungvár: Karpati (1994) (ukránul)
- Krajnyanica Péter. A kárpátaljai labdarúgás története (93. oldal). Ungvár: Karpati (2004) (ukránul)
- Mihalina László. Otthon minden kő megsegít... (105. oldal). Vác: Kucsák Könyvkötészet és Nyomda (2011)

## Fordítás
- Ez a szócikk részben vagy egészben  a(z)   Плоскіна Володимир Іванович című ukrán Wikipédia-szócikk ezen változatának fordításán alapul.  Az eredeti cikk szerkesztőit annak laptörténete sorolja fel. Ez a jelzés csupán a megfogalmazás eredetét és a szerzői jogokat jelzi, nem szolgál a cikkben szereplő információk forrásmegjelöléseként.